# Johnny Puma
Johnny Puma (Johnny Cougar i original), brittisk tecknad wrestlingserie som bland annat publicerats i svenska Buster och Center-Serien.